# Enrique B. Magalona
Enrique B. Magalona é um município de  segunda classe de renda municipal (d) na província Negros Ocidental, nas Filipinas. De acordo com o censo de 1 de maio  de  2020 possui uma população de 64 290 pessoas e 16 151 domicílios.